# Sistema del Cerro del Cuevón
El sistema del Cerro del Cuevón es un sistema kárstico compuesto por dos simas interconectadas que se encuentra en el macizo central de los Picos de Europa, en el concejo asturiano de Cabrales. Con una profundidad de 1.589 metros, la Torca del Cerro del Cuevón es la sima más profunda de España y la octava mundial.

## Descripción
En 1998 un equipo de espeleólogos franco-español, que había estado explorando estas simas durante años, llegó por primera vez a su fondo, batiendo el récord de España.
El sistema tiene dos accesos o torcas, que se describen a continuación.
- torca del Cerro del Cuevón, llamada también T-33, con la entrada en la cota de los 2019 m s. n. m.. Al no tener bocas intermedias y ser necesario hacer el recorrido completo para bajar, es considerada en espeleología, técnicamente, una cueva de especial dificultad: se necesitan tres días para bajar sus 1586 m. En el interior se encuentra un torrente subterráneo llamado río Marbregalo.

- torca de las Saxifragas,  llamada también TR-2, de menor profundidad. Su entrada se encuentra a 1590 m, en la parte inferior de la cuesta del Trave. Comunica con la sima del Cerro del Cuevón.